# Симфония № 1 (Моцарт)
Симфония № 1 ми-бемоль мажор, KV16 — симфония Вольфганга Амадея Моцарта, которая была написана весной 1764 года, когда автору было 8 лет.

## Структура
Симфония состоит из 3-х частей общей продолжительностью 11 минут:

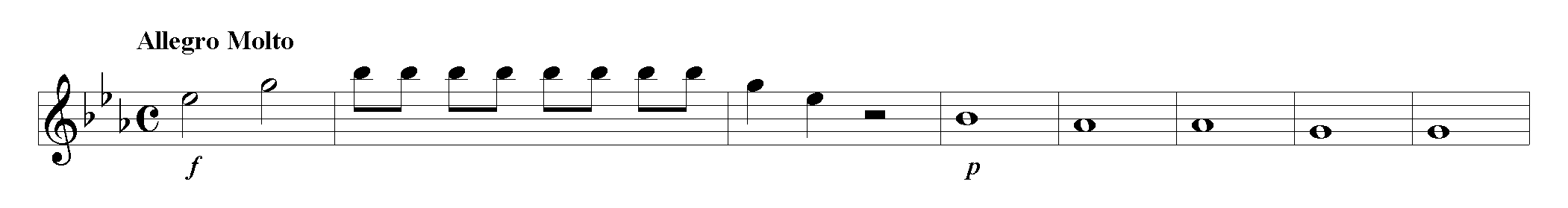
Симфония № 1 (Моцарт), начало

1. Allegro Molto (5 мин.)
2. Andante (4 мин.)
3. Finale. Presto (2 мин.)